# Karl Kraus

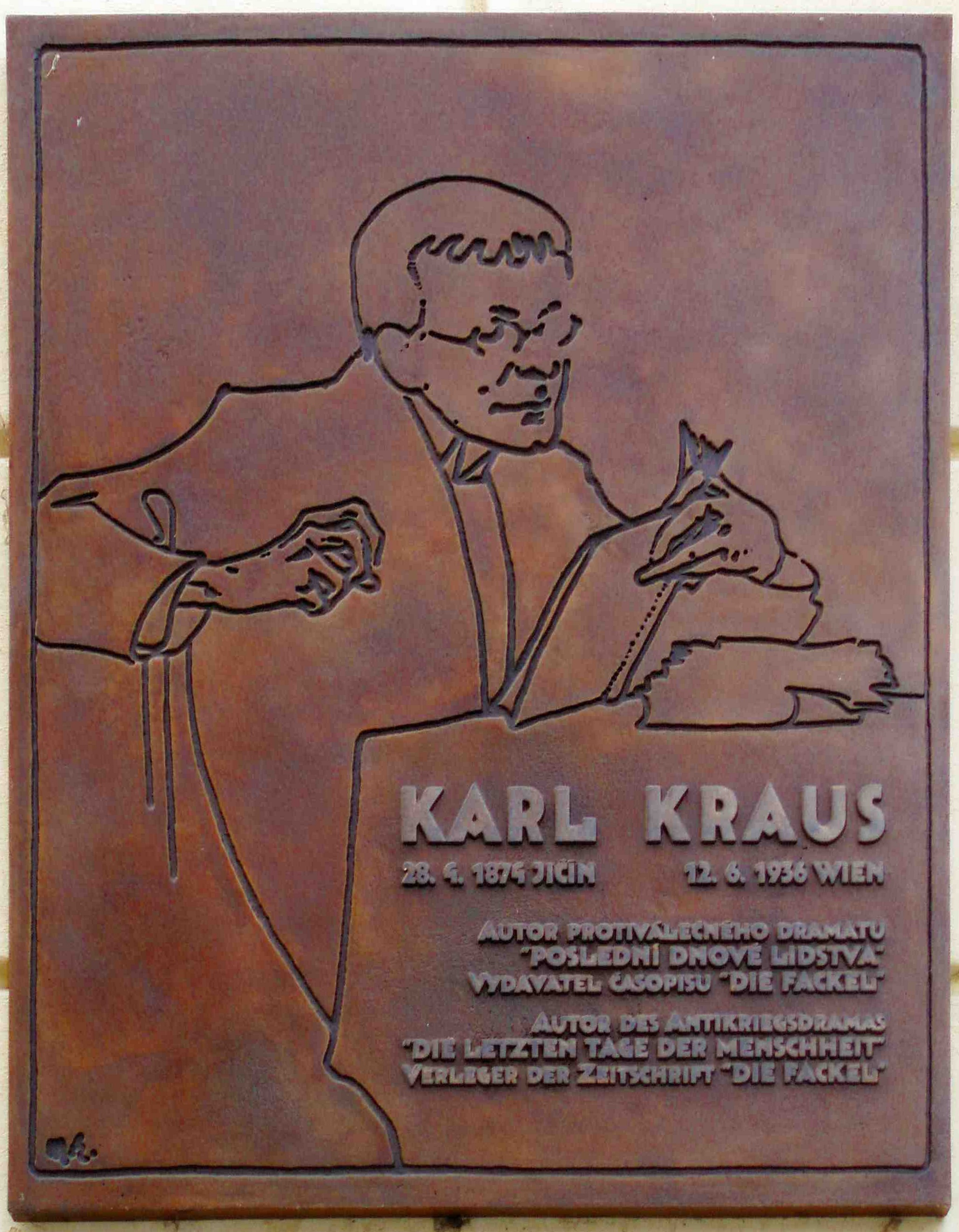
Placa de Karl Kraus en la casa donde nació en Jičín.

Karl Kraus (Gitschin, Bohemia, Imperio austrohúngaro, 28 de abril de 1874-Viena, 12 de junio de 1936) fue un eminente escritor y periodista austriaco, conocido como ensayista, aforista, dramaturgo y poeta. Fundador del periódico Die Fackel, que mantuvo hasta su muerte, es considerado un importante escritor satírico por su crítica ingeniosa de la prensa, la cultura y la política alemanas y austriacas.

## Primeros años de vida
Nació en una familia judía adinerada en Gitschin, Bohemia, en el seno del Imperio austrohúngaro, ciudad ahora denominada Jičín (República Checa). La familia se trasladó a Viena en 1877; su madre falleció en 1891 y Kraus se inscribió como estudiante de leyes en la universidad de Viena en 1892. En abril del mismo año empezó a colaborar en el diario Wiener Literaturzeitung, empezando con la crítica del famoso drama naturalista y social Die Weber ("Los tejedores") de Gerhart Hauptmann. Alrededor de esa época intentó sin éxito trabajar como actor en un pequeño teatro y en 1894 cambió sus estudios de derecho por la filosofía y la literatura germánicas.

## Escritor
"¿Cómo se gobierna el mundo y se conduce a la guerra? Los diplomáticos mienten a los periodistas y creen estas mentiras cuando las ven impresas".
—Karl Kraus, 1915

En 1896 abandonó la universidad sin finalizar los estudios y comenzó a trabajar como actor y director de escena. Se unió al grupo Jung Wien ("Joven Viena") que incluía también a Peter Altenberg, Leopold Andrian, Hermann Bahr, Richard Beer-Hofmann, Felix Dörmann, Hugo von Hofmannsthal y Felix Salten. 
En 1897, sin embargo, Kraus rompió con este grupo al publicar una sátira mordaz, Die demolierte Literatur, ("La literatura demolida"). Fue nombrado corresponsal en Viena del periódico Breslauer Zeitung y un año más tarde, como abogado inflexible de la asimilación judía, atacó al sionista Theodor Herzl con su polémica Eine Krone für Zion, ("Una corona para Sion"), 1898.
El 1 de abril de 1899 renunció al judaísmo, se bautizó como católico y fundó su propio periódico, Die Fackel ("La antorcha"), que dirigió, publicó y escribió hasta su muerte y desde el cual lanzó sus ataques sobre la hipocresía, el psicoanálisis, la corrupción del imperio Habsburgo, el pangermanismo nacionalista, la política de no intervención, la marcha de la economía y muchas otras numerosas bêtes noires.
En 1901, Kraus fue demandado por Hermann Bahr y Emmerich Bukovics cuando se sintieron atacados por Die Fackel y en años posteriores caerían sobre él muchas demandas judiciales más interpuestas por diversos grupos de presión que se sintieron también ofendidos. Aquel mismo año Kraus averiguó que su editor, Moriz Frisch, se había apoderado de su revista (mientras él estaba ausente por un viaje de varios meses) registrando su portada como marca y publicando Neue Fackel ("La nueva antorcha). Kraus lo demandó y ganó el juicio. Desde aquel incidente, Die Fackel fue publicado sin cubierta por la imprenta Jahoda & Siegel.
Die Fackel era similar en sus inicios a diarios como la revista Weltbühne, pero se fue distinguiendo poco a poco por su línea editorial independiente. En Die Fackel se imprimía solamente lo que Kraus quería imprimir. Durante su primera década sus colaboradores fueron muchos escritores y artistas conocidos como Peter Altenberg, Richard Dehmel, Egon Friedell, Oskar Kokoschka, Else Lasker-Schüler, Adolf Loos, Heinrich Mann, Arnold Schönberg, August Strindberg, Georg Trakl, Frank Wedekind, Franz Werfel, Houston Stewart Chamberlain y Oscar Wilde. Sin embargo, desde 1911 Kraus fue por lo general el único autor. Y casi todo su trabajo apareció publicado en exclusiva en esta revista, de la que se publicaron de forma irregular hasta 922 números.
Kraus dio además numerosas conferencias públicas muy influyentes. Y, además, entre 1892 y 1936 hizo setecientas representaciones unipersonales de dramas de Bertolt Brecht, Gerhart Hauptmann, Johann Nestroy, Goethe y Shakespeare, recitados e interpretados únicamente por un genio de la oratoria como él. También representaba operetas acompañadas de piano, cantando del mismo modo todos los papeles. Elías Canetti, que asistía con regularidad a las conferencias y representaciones de Kraus —donde conoció a su futura esposa Veza—, tituló el segundo volumen de su autobiografía Die Fackel im Ohr ("La antorcha al oído") en referencia a dicha revista y a la fascinación que causaba la voz de su autor.
Su último trabajo, que rehusó publicar por miedo a las represalias nazis, fue Die Dritte Walpurgisnacht ("La tercera noche de Walpurgis"); largos extractos aparecieron sin embargo en una explicación de su silencio, "Sobre Hitler no se me ocurre nada", en Warum die Fackel nicht erscheint ("Por qué La antorcha no aparece"), una edición de 315 páginas de su revista. El último número de Die Fackel fue el de febrero de 1936. 
Aunque en 1911 había recibido el bautismo católico, abandonó esta confesión también en 1923 porque desaprobaba el renacimiento del Festival de Salzburgo. Karl Kraus falleció en Viena, tras corta enfermedad, el 12 de junio de 1936 de embolia pulmonar, y está enterrado en el cementerio Zentralfriedhof.
Kraus nunca se casó, pero desde 1913 hasta su muerte tuvo una relación muy estrecha con la baronesa Sidonie Nádherný von Borutin (1885-1950), musa a la que dedicó muchos libros y poemas. Bastantes de sus obras fueron escritas en el castillo Janowitz, propiedad familiar de la baronesa.

## La persona
Karl Kraus suscitó opiniones encontradas durante todos los momentos de su vida. Esta polarización indudablemente se reforzó por el autobombo que él mismo se daba, algo no completamente injustificado: quienes asistían a sus espectáculos terminaban fascinados por su carisma y su camaleónica personalidad dramatúrgica. Sus seguidores vieron en él a una autoridad infalible, alguien que haría cualquier cosa por ayudar a los que lo necesitaban. Elías Canetti afirmaba que lo que atraía de Karl Kraus era la exigencia ética, su total compromiso y su radical indignación, tal como lo expresa con más brillo en un texto de su Los últimos días de la humanidad:
"... Él [Kraus] siempre se veía entre los que la guerra había degradado y e inflado: los inválidos de guerra y los accionistas de la guerra; entre el soldado ciego y el oficial que quería ser saludado por él; entre el noble rostro del ahorcado y la cara rechoncha de su verdugo; lo que no está aquí, en casa, con aquellas cosas a que nos ha acostumbrado el cine con sus fáciles contrastes; y todas cargadas de un susto que nada ya va a apaciguar."
Su admiración pronto se transformó en reverencia y alcanzó su punto culminante tras el 15 de julio de 1927, cuando Kraus fue el único en denunciar la matanza de obreros vieneses: "'Es el gran espíritu guardián, el único juez de Viena! [...] Gracias de todo corazón, con todo mi cuerpo y mi alma por su acción!", escribió Elias Canetti al editor de La Antorcha. Pero esta actitud le hizo cuantiosos enemigos a causa de su inflexibilidad y su intensa parcialidad; sin embargo, algunos lo consideraban un misántropo amargado y un supuesto pobre (Alfred Kerr) y fue acusado de revolcarse a gusto en denuncias y pleitos.

## Karl Kraus y el lenguaje
Karl Kraus estaba convencido de que cualquier pequeño error, aunque su importancia estuviera aparentemente limitada en el tiempo y el espacio, muestra los grandes males del mundo y de una época. Así, podía ver en el fallo de una coma un síntoma de aquel estado del mundo que permitiría una guerra mundial. Uno de los puntos principales de sus escritos era mostrar los grandes males inherentes a lo que aparentemente eran pequeños errores.
La lengua era para él la más importante reveladora de los males del mundo. Vio en el tratamiento descuidado de sus contemporáneos hacia la lengua un signo de descuido del mundo en general.

## Trabajos seleccionados
- Die demolirte Literatur [La literatura demolida] (1897)
- Eine Krone für Zion [Una corona para Sion] (1898)
- Sittlichkeit und Kriminalität [Moralidad y justicia criminal] (1908)
- Sprüche und Widersprüche [Dichos y contradichos] (1909)
- Die chinesische Mauer [La muralla china] (1910)
- Pro domo et mundo (1912)
- Nestroy und die Nachwelt [ Nestroy y la posteridad](1913)
- Worte in Versen [Palabras en versos] (1916-30)
- Die letzten Tage der Menschheit [Los últimos días de la humanidad] (1918; 1922)
- Weltgericht [Juicio universal] (1919)
- Nachts [De noche] (1919)
- Untergang der Welt durch schwarze Magie [El fin del mundo por la magia negra](1922)
- Literatur [Literatura](1921)
- Traumstück [Función en sueños] (1922)
- Die letzten Tage der Menschheit: Tragödie in fünf Akten mit Vorspiel und Epilog [Los últimos días de la humanidad: tragedia en cinco actos con preludio y epílogo] (1922)
- Wolkenkuckucksheim [El hogar del cuco de las nubes] (1923)
- Traumtheater [Teatro de sueños] (1924)
- Die Unüberwindlichen [Los insuperables](1927)
- Epigramme [Epigramas] (1927)
- Literatur und Lüge [Literatura y mentira] (1929)
- Shakespeares Sonette [Los sonetos de Shakespeare](1933)
- Die Sprache [La lengua] (póstumo, 1937)
- Die dritte Walpurgisnacht [La tercera noche de Walpurgis] (póstumo, 1952)

Algunos trabajos han sido reeditados recientemente:
- Die letzten Tage der Menschheit, Bühnenfassung des Autors, 1992 Suhrkamp, ISBN 3-518-22091-8
- Die Sprache, Suhrkamp, ISBN 3-518-37817-1
- Die chinesische Mauer, mit acht Illustrationen von Oskar Kokoschka, 1999, Insel, ISBN 3-458-19199-2
- Aphorismen. Sprüche und Widersprüche. Pro domo et mundo. Nachts, 1986, Suhrkamp, ISBN 3-518-37818-X
- Sittlichkeit und Krimininalität, 1987, Suhrkamp, ISBN 3-518-37811-2
- Dramen. Literatur, Traumstück, Die unüberwindlichen u.a., 1989, Suhrkamp, ISBN 3-518-37821-X
- Literatur und Lüge, 1999, Suhrkamp, ISBN 3-518-37813-9
- Shakespeares Sonette, Nachdichtung, 1977, Diogenes, ISBN 3-257-20381-0
- Theater der Dichtung mit Bearbeitungen von Shakespeare-Dramen, Suhrkamp 1994, ISBN 3-518-37825-2
- Hüben und Drüben, 1993, Suhrkamp, ISBN 3-518-37828-7
- Die Stunde des Gerichts, 1992, Suhrkamp, ISBN 3-518-37827-9
- Untergang der Welt durch schwarze Magie, 1989, Suhrkamp, ISBN 3-518-37814-7
- Brot und Lüge, 1991, Suhrkamp, ISBN 3-518-37826-0
- Die Katastrophe der Phrasen, 1994, Suhrkamp, ISBN 3-518-37829-5

Ediciones españolas
- Contra los periodistas, 1998, Taurus, ISBN 978-84-306-0312-1
- Dichos y contradichos, 2003, Ed. Minúscula, ISBN 978-84-05587-16-9
- Escritos, 1989, A. Machado Libros, ISBN 978-84-7774-523-5
- Karl Kraus y su época, 1998, Ed. Trotta, ISBN 978-84-8164-270-4
- Palabras en versos, 2005, Pre-Textos, ISBN 978-84-8191-600-7
- La tercera noche de Walpurgis, 1997, Icaria.
- La tercera noche de Walpurgis, 2010, Argitaletxe Hiru, ISBN 978-84-96584-35-8
- Los últimos días de la humanidad, 1991, Tusquets, ISBN 978-84-7223-304-2
- Edward Timms, Karl Kraus, satírico apocalíptico, 1990, A. Machado Libros, ISBN 978-84-7774-527-3
- "La Antorcha". Selección de artículos de "Die Fackel", Al cuidado de Adan Kovacsics, 2011, Acantilado, ISBN 978-84-92649-87-7
- El laberinto de la palabra, Sandra Santana, 2011, Acantilado, ISBN 978-84-92649-91-4

Ediciones latinoamericanas
- Apocalipsis, Natalia I. Vidal, ilustraciones de Juan Pablo Martínez Spezza, 2014, Ediciones Godot, ISBN 978-987-1489-89-3

-